# Geeta Bali
Pour les articles homonymes, voir Bali (homonymie).
Geeta Bali, née à Amritsar, au Pendjab (Indes britanniques) en 1930 et morte à Bombay, au Maharashtra (Inde) le 21 janvier 1965 des suites de la variole, est une actrice populaire indienne de Bollywood.

## Biographie
Geeta Bali naît à Amritsar, dans la province du Pendjab, en Inde britannique, en 1930. Elle a une sœur aînée, Haridarshan Kaur, dont la fille est actrice de cinéma Yogeeta Bali. Bali a suivi une formation en danse classique et en équitation.
Elle fait sa première apparition à l'écran à l'âge de 12 ans, dans le film The Cobbler en 1942. Elle tient son premier rôle principal dans Badnaami en 1946. Sa carrière cinématographique compte plus de 75 films.
Bali devient célèbre dans les années 1950. Elle travaille avec son futur beau-frère Raj Kapoor dans Bawre Nain (1950) et avec son futur beau-père Prithviraj Kapoor dans Anand Math, tous deux ayant connu un succès. Elle apparaît au côté de son mari Shammi Kapoor dans Miss Coca Cola (1955), Rangeen Raaten (1956) et Coffee House (1957). Son dernier film fut Jab Se Tumhe Dekha Hai en 1963.
Geeta Bali se marie avec l'acteur et réalisateur Shammi Kapoor. De cette union naissent l'acteur Aditya Raj Kapoor (en) et une fille Kanchan Kapoor. Bali fut la première femme de la famille Kapoor à ne pas abandonner sa carrière d'actrice après le mariage.
Bali meurt le 21 janvier 1965, à l'âge de 35 ans, des suites d'une variole.  
Dans le film Ekk Albela de 2016, le rôle de Bali fut interprété par l'actrice Vidya Balan.

## Filmographie
- 1948 : Sohag Raat : Kamini (Kammo) (Jaggu's daughter)
- 1948 : Nai Reet : Heroine
- 1948 : Jalsa
- 1949 : Neki Aur Badi
- 1949 : Girls' School : Meena
- 1949 : Garibi
- 1949 : Dulari : Kasturi
- 1949 : Dil Ki Duniya
- 1949 : Bholi
- 1949 : Bari Behen : Kiran
- 1949 : Bansaria
- 1950 : Shadi Ki Raat
- 1950 : Nishana
- 1950 : Bhai Bahen
- 1950 : Bawre Nain : Tara
- 1950 : Badi Bahen
- 1951 : Nakhare
- 1951 : Johari
- 1951 : Ghayal
- 1951 : Bedardi
- 1951 : Baazi : Leena
- 1951 : Albela : Asha
- 1952 : Zalzala
- 1952 : Raag Rang
- 1952 : Neelam Pari
- 1952 : Nazaria
- 1952 : Jalpari
- 1952 : Jaal : Maria
- 1952 : Betaab
- 1952 : Anand Math : Shanti Dev Sharma
- 1953 : Naya Ghar
- 1953 : Naina
- 1953 : Jhamela
- 1953 : Gunah
- 1953 : Firdaus
- 1953 : Bahu Beti
- 1953 : Baaz : Nisha N. Das
- 1954 : Suhagan
- 1954 : Kavi : Basanti
- 1954 : 'Ferry' : Juhi
- 1954 : Daku Ki Ladki
- 1954 : Chora-Chori
- 1954 : Ameer
- 1955 : Vachan : Kamla
- 1955 : Sau Ka Note
- 1955 : Miss Coca Cola
- 1955 : Milap : Asha Dayal
- 1955 : Jawab : Geeta
- 1955 : Jalti Nishani
- 1955 : Dev Anand in Goa (Alias Farar) : Kitty
- 1955 : Bara-Dari : Gauri
- 1955 : Albeli
- 1956 : Zindagi
- 1956 : Sailaab de Guru Dutt
- 1956 : Rangin Raaten
- 1956 : Pocket Maar : Shukal
- 1956 : Lalten
- 1956 : Inspector
- 1956 : Hotel
- 1957 : Coffee House
- 1958 : Ten O'Clock
- 1958 : Mujrim : Hotel Dancer in "Chanda Chandni Mein jab Chamke"
- 1958 : Jailor : Chhaya
- 1958 : Do Mastane
- 1958 : Aji Bas Shukriya : Geeta Kumar
- 1959 : Nai Raahen
- 1959 : Mohar
- 1959 : C.I.D. Girl
- 1960 : Bade Ghar Ki Bahu : Lata
- 1961 : Sapne Suhane : Jamuna
- 1961 : Mr. India : Bembi
- 1963 : Jab Se Tumhe Dekha Hai : Mohini